# ビクトル・カサデスス
ビクトル・マヌエル・カサデスス・カスターニョ（スペイン語: Víctor Manuel Casadesús Castaño、1985年2月28日 - ）は、スペインのサッカー選手。ポジションはFW。

## クラブ歴
マヨルカ島アルガイダの生まれ。地元のRCDマヨルカの下部組織出身で、2005年4月17日にリーガ・エスパニョーラ・プリメーラ・ディビシオンでトップチームデビュー。
2007-08シーズンにはセグンダ・ディビシオンのレアル・ソシエダに半年の期限付き移籍、6得点を記録しクラブのプリメーラ昇格に貢献した。2008-09シーズンも期限付き移籍でセグンダ・ディビシオンのジムナスティック・タラゴナに加入したが、キャリアハイとなる14得点を記録したため、翌シーズンはマヨルカに戻る事となった。
2009-10シーズンはアリツ・アドゥリスの控えとしての立ち位置であり、主戦場はコパ・デル・レイとなった。2010年1月14日に行われたコパ・デル・レイの一戦では、チームを次ラウンドに進出させる一点を決めたものの、鎖骨を骨折したために担架でピッチを去った。リーグではクラブが5位で終えたため、UEFAヨーロッパリーグ 2010-11の出場権を得た。
2014年にレバンテUDに移籍、3シーズン在籍した。
その後は、CDテネリフェ、ADアルコルコン、FCアンドラ、インテル・ダスカルダスに在籍した。

## 代表歴
U-19代表としてUEFA U-19欧州選手権2004に出場し、準決勝で得点を決めてPK戦に持ち込ませての勝利に貢献した。その後U-20代表でも出場経験がある。